# Phare de Saint Johns
Le phare de Saint Johns (en anglais : St. Johns Light) est un phare situé à Jacksonville qui marque l'embouchure du fleuve Saint Johns, dans le comté de Duval en Floride.
Il est inscrit au Registre national des lieux historiques depuis le 20 mars 2018 sous le no 100002224.

## Historique
Construit en 1954, il est situé sur la base navale de Mayport. Il a été construit pour remplacer un bateau-phare, qui a lui-même remplacé le vieux phare de Saint Johns River. Il s'agit du quatrième phare construit à l'embouchure du fleuve depuis 1830.
Le premier phare avait été érigé en 1830, après l’achat de la Floride par les États-Unis, mais il avait été construit trop près de l’eau et a dû être démoli trois ans plus tard. Un deuxième phare fut érigé à environ un kilomètre en amont de la rivière en 1835. Cependant, les dunes de sable changeantes rendaient la lumière difficile à distinguer de la mer. En 1853, sa fondation avait été tellement affectée par l'érosion qu'on envisagea de la remplacer. Il a été abandonné, mais ses ruines étaient encore visibles au début du XXe siècle.
En 1858, le phare de Saint Johns River a été érigé. Pour éviter les problèmes de ses prédécesseurs, il a été construit loin du rivage et était beaucoup plus grand. Il a été en service pendant plus de 70 ans et a finalement été mis hors service en 1929. Il a été remplacé cette année-là par le bateau-phare St. Johns (LV-84), amarré à environ 12 km au large de l'embouchure du fleuve.
En 1954, le phare actuel a été construit pour remplacer le bateau-phare. Il a été automatisé dès 1967. La structure est en béton et coulée en une seule opération. Il n’a jamais eu de lanterne traditionnelle, mais il a eu une lampe de style balise du début à la fin de 1998, date à laquelle celle-ci a été remplacée par un système Vega VRB-25.

## Description
Le phare   est une tour octogonale en béton non peinte portant galerie et petite lanterne de 19,5 m de haut. Il émet, à une hauteur focale de 25 m, quatre éclats blancs d'une seconde par période de 20 secondes. Sa portée est de 22 milles nautiques (environ 41 km). Il porte aussi un feu d'obstacle aérien rouge clignotant
Identifiant : ARLHS : USA-795 ; USCG : 3-0575 ; Admiralty : J2858 .

### Lien connexe
- Liste des phares en Floride